# 大和田真史
大和田 真史（おおわだ まさし、1981年7月28日 - ）は、茨城県出身の元サッカー選手、サッカー指導者。現役選手時のポジションはDF。

## 経歴

### プロ入り前
1997年、鹿島アントラーズのジュニアユースからユースに昇格し、同時に茨城県立神栖高等学校に入学。ユースの同期生に、根本裕一、野沢拓也がいる。ユース時代に世代別代表候補に選出され、1999年シーズンは野沢とともにトップチームに2種登録された。
2000年、明治大学に進学し、サッカー部に入団。主将をつとめ、関東リーグ2部ベストイレブンに選出された。

### プロ入り後
2004年に水戸ホーリーホックの練習に参加し、夏から選手登録される。2005年には正式に水戸ホーリーホックに入団し、レギュラーを獲得した。2009年シーズンからは、移籍した平松大志に代わり主将をつとめた。
2011年シーズンより栃木SCへ移籍。2012年より副キャプテンに任命される。2013年シーズン終了をもって栃木SCとの契約が満了となった。
2014年1月14日、現役引退を発表。

### サッカー指導者
2014年4月、東京国際大学体育会サッカー部コーチに就任した。
2017年、モンテディオ山形コーチに就任した。
2022年、ジェフユナイテッド市原・千葉のコーチに就任。

## 所属クラブ
- 1994年 - 1996年 鹿島アントラーズジュニアユース
- 1997年 - 1999年 鹿島アントラーズユース（茨城県立神栖高等学校）
- 2000年 - 2003年 明治大学体育会サッカー部
- 2004年 - 2010年 水戸ホーリーホック
- 2011年 - 2013年 栃木SC

## 個人成績
| 国内大会個人成績 | 国内大会個人成績 | 国内大会個人成績 | 国内大会個人成績 | 国内大会個人成績 | 国内大会個人成績 | 国内大会個人成績 | 国内大会個人成績 | 国内大会個人成績 | 国内大会個人成績 | 国内大会個人成績 | 国内大会個人成績 |
| 年度             | クラブ           | 背番号           | リーグ           | リーグ戦         | リーグ戦         | リーグ杯         | リーグ杯         | オープン杯       | オープン杯       | 期間通算         | 期間通算         |
| 年度             | クラブ           | 背番号           | リーグ           | 出場             | 得点             | 出場             | 得点             | 出場             | 得点             | 出場             | 得点             |
| 日本             | 日本             | 日本             | 日本             | リーグ戦         | リーグ戦         | リーグ杯         | リーグ杯         | 天皇杯           | 天皇杯           | 期間通算         | 期間通算         |
| ---------------- | ---------------- | ---------------- | ---------------- | ---------------- | ---------------- | ---------------- | ---------------- | ---------------- | ---------------- | ---------------- | ---------------- |
| 2004             | 水戸             | 32               | J2               | 4                | 0                | -                | -                | 0                | 0                | 4                | 0                |
| 2005             | 水戸             | 32               | J2               | 36               | 3                | -                | -                | 2                | 0                | 38               | 3                |
| 2006             | 水戸             | 32               | J2               | 38               | 2                | -                | -                | 1                | 0                | 39               | 2                |
| 2007             | 水戸             | 32               | J2               | 14               | 1                | -                | -                | 0                | 0                | 14               | 1                |
| 2008             | 水戸             | 32               | J2               | 29               | 2                | -                | -                | 2                | 0                | 31               | 2                |
| 2009             | 水戸             | 32               | J2               | 44               | 2                | -                | -                | 1                | 0                | 45               | 2                |
| 2010             | 水戸             | 32               | J2               | 32               | 3                | -                | -                | 2                | 1                | 34               | 4                |
| 2011             | 栃木             | 4                | J2               | 21               | 0                | -                | -                | 0                | 0                | 21               | 0                |
| 2012             | 栃木             | 4                | J2               | 22               | 1                | -                | -                | 0                | 0                | 22               | 1                |
| 2013             | 栃木             | 4                | J2               | 15               | 0                | -                | -                | 1                | 0                | 16               | 0                |
| 通算             | 日本             | 日本             | J2               | 255              | 14               | -                | -                | 9                | 1                | 264              | 15               |
| 総通算           | 総通算           | 総通算           | 総通算           | 255              | 14               | -                | -                | 9                | 1                | 264              | 15               |

- Jリーグ初出場 - 2004年6月19日 J2 第18節 対湘南ベルマーレ戦（平塚競技場）
- Jリーグ初得点 - 2005年5月27日 J2 第14節 対横浜FC戦（笠松運動公園陸上競技場）

## 指導歴
- 2014年 - 2016年 東京国際大学体育会サッカー部 コーチ
- 2017年 - 2021年 モンテディオ山形 コーチ
- 2022年 - ジェフユナイテッド市原・千葉 コーチ

## 出演

### ラジオ
- SC_FM『マサラジ』(RADIO BERRY 2011年3月1日～2013年12月31日終了、火曜日20：55～21：00、2013年2月5日から火曜日20：00～20：30)